# Edward Delaval
Edward Hussey Delaval (* 1729; † 14. August 1814 in Westminster, London) war ein englischer Chemiker und Experimentalphysiker.

## Leben und Werk

### Jugend und Ausbildung
Edward Delaval stammte aus einer Familie des Landadels von Northumberland. Anders als seine Brüder, die vor allem durch ihren ausschweifenden Lebensstil bekannt waren, entwickelte Edward schon in frühen Jahren ein Interesse für die Wissenschaft. Nach Abschluss seines Magisters in Cambridge wurde er Fellow des dortigen Pembroke College. Im Jahr 1759 wurde er – unterstützt von Benjamin Franklin – Mitglied der Londoner Royal Society.

### Forschungen zur Elektrizität und zum Blitzableiter
Bereits vor seiner Aufnahme in die Royal Society hatte Delaval physikalische Experimente zur Elektrizität durchgeführt und in diesem Zusammenhang mit Benjamin Wilson korrespondiert. Zwei Jahre später erschien in den Philosophical Transactions, dem Publikationsorgan der Gesellschaft, unter dem Titel An Account of Several Experiments in Electricity („Bericht über einige Experimente zur Elektrizität“) ein weiterer Bericht über seine Forschungen auf diesem Gebiet. 1764 berichtete Delaval in den Philosophical Transactions über die Folgen eines Blitzschlages in den Turm der St. Bride’s Church in der Londoner Fleet Street.
Während des zweiten Englandaufenthaltes Benjamin Franklins in den Jahren 1764 bis 1775 wurden Delaval und Franklin gemeinsam mit anderen Mitgliedern der Royal Society in eine Kommission berufen, die einen Vorschlag zur Sicherung der Londoner St Paul’s Cathedral gegen Blitzschlag ausarbeiten sollte. Ihre Ergebnisse veröffentlichten die Kommissionsmitglieder 1769 unter dem Titel Proposal of a Method for Securing the Cathedral of St. Paul’s from Damage by Lightning („Vorschlag einer Methode, die St Paul’s Cathedral vor Blitzschäden zu bewahren“). Kurze Zeit nach der Fertigstellung des Berichts wurde der Kirchturm tatsächlich von einem Blitz getroffen und Delaval legte seine Ansichten zu dem Thema erneut dar. Hieraus entspann sich eine Kontroverse darüber, ob die Enden von Blitzableitern möglichst spitz oder abgerundet sein müssten, um die größte Wirkung zu erzielen. Gegen die Position Franklins sprach sich Delaval für abgerundete Enden aus.

### Chemische Experimente
Als Chemiker führte Delaval 1755 umfangreiche Experimente zur Glasfärbung unter Beimischung verschiedener Metallen durch. Sein in diesem Zusammenhang veröffentlichter Aufsatz wurde mit der Goldmedaille der Royal Society ausgezeichnet. 1775 führte er, diesmal gemeinsam mit Benjamin Wilson, eine Reihe von Experimenten zu den Leuchteigenschaften von Phosphor durch.
Während Delavals Versuche zur Herstellung künstlicher Juwelen eher von geringerer Bedeutung sind, erlebte er mit der 1777 erfolgten Veröffentlichung seiner Schrift An experimental inquiry into the cause of the permanent colours of opake bodies („Experimentelle Untersuchung der Ursachen für dauerhafte Farben von undurchsichtigen Körpern“) einen großen Erfolg. Das Werk wurde bereits ein Jahr nach der Erstveröffentlichung ins Französische und ein weiteres Jahr später ins Italienische übersetzt. 1785 erschien eine zweite Auflage in England, 1788 eine deutschsprachige Übersetzung.
Delavals Interesse für Glas wirkte sich auch außerhalb des wissenschaftlichen Bereichs aus. So besaß er eine große Sammlung von wassergestimmten Gläsern zum Musizieren und inspirierte Benjamin Franklin während eines seiner Konzerte im Jahr 1761 zur Erfindung der Glasharmonika.

### Akademiemitglied und letzte Jahre
Neben seiner Mitgliedschaft in der Royal Society war Delaval auch Mitglied in den Wissenschaftlichen Gesellschaften zu Göttingen, Uppsala und Bologna. Als ihm nach dem Tod seines Bruders das Erbe der Familie Delaval zufiel, zog er es vor, in London zu bleiben. Für eine Stiftung an die Newcastle Society of Antiquaries erhielt er die Ehrenmitgliedschaft, kehrte aber bis zu seinem Tod niemals mehr in seine Heimat Northumberland zurück. Am 14. August 1814 starb Delaval als letzter Vertreter seiner Familie im Alter von 85 Jahren.

## Schriften (Auswahl)
Eigenständige Schriften
- An experimental inquiry into the cause of the permanent colours of opake bodies. London 1777 (Digitalisat).
  - 2. Auflage, Warrington 1785
  - französischsprachige Ausgabe: Recherches expérimentales sur la cause des changemens de couleurs dans les corps opaques et naturellement colorés, ouvrage traduit de l’anglois … par M. Quatremère Dijonval …, Paris 1778.
  - italienischsprachige Ausgabe: Ricerche sperimentali sopra le cause de’ cambiamenti de’ colori nelli corpi opachi, e colorati: con una prefazione istorica; relativa alle parti di Filosofia in essa esaminate, ed alle diverse Arti, e Manifatture da quella dipendenti. Bologna 1779
  - deutschsprachige Ausgabe: Versuche und Bemerkungen über die Ursache der dauerhaften Farben undurchsichtiger Körper … Aus dem Englischen übersetzt; nebst einer Vorrede von Dr. Lorenz Crell …, Berlin und Stettin 1788.

Zeitschriftenbeiträge
- An account of several experiments in electricity: In a letter to Mr. Benjamin Wilson, F. R. S. By Edward Delaval, Esq; F. R. S. In: Philosophical Transactions. Band 52, 1761, S. 353–359 (doi:10.1098/rstl.1761.0056, JSTOR:105632).
- An account of the effects of lightning in St. Bride’s Church, Fleet-Street, on the 18th of June 1764: In a letter to Mr. Benjamin Wilson, F. R. S. In: Philosophical Transactions. Band 54, 1764, S. 227–234 (doi:10.1098/rstl.1764.0039, JSTOR:105554).
- A Letter to the Right Honourable the Earl of Morton, President of the Royal Society. Containing Experiments and Observations on the Agreement between the Specific Gravities of the Several Metals, and Their Colours When United to Glass, as Well as Those of Their Other Proportions: By Edward Delaval, F. R. S. M. A. and Fellow of Pembroke Hall, Cambridge, in: Philosophical Transactions 55 (1765), S. 10–38 (später nachgedruckt als Teil von An experimental inquiry into the cause of the changes of colours in opake and coloured bodies).
- Proposal of a Method for Securing the Cathedral of St. Paul's from Damage by Lightning; In Consequence of a Letter from the Dean and Chapter of St. Paul’s to James West, Esquire, Pr. R. S., in: Philosophical Transactions 59 (1769), S. 160–169 (Gemeinsam mit William Watson, Benjamin Franklin, Benjamin Wilson, und John Canton verfasster Vorschlag zur Sicherung der Londoner St Paul’s Cathedral gegen Blitzschlag).